# Abraha
Pour les articles homonymes, voir Abraha (homonymie).

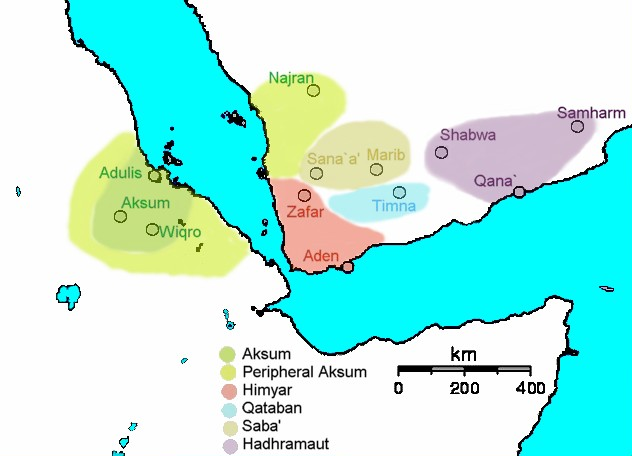
Royaume axoumite vers 230

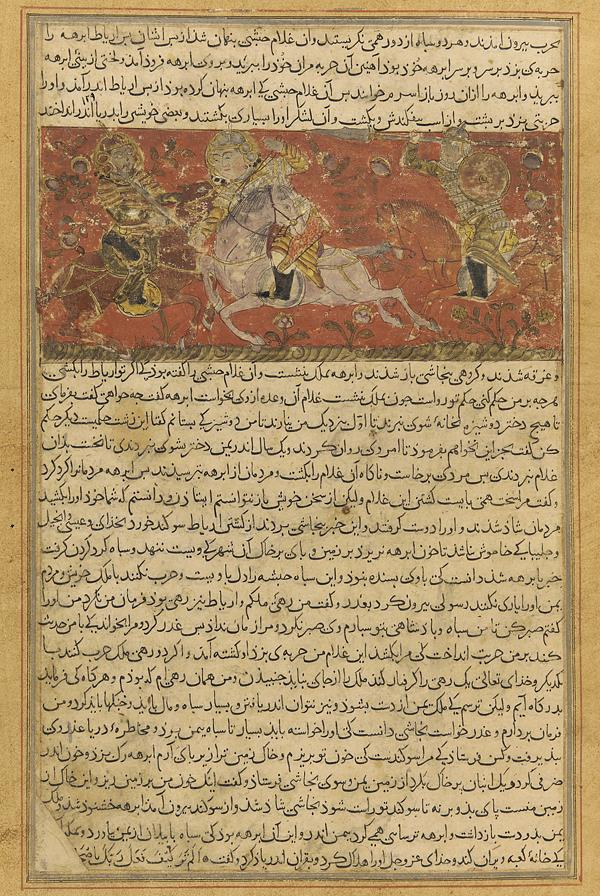
Abu Ali Bal'ami (900?-974), ' : Duel entre Abraha et Aryat.

Abraha, Abraha al-Habasîy (Abraha l'abyssin) ou Abraha al-Achram (Abraha au nez coupé) (env. 531-565), est un général aksoumite qui a conquis l'Arabie du Sud au VIe siècle. Nommé vice-roi, il prend ensuite son indépendance et se proclame roi de l'Himyar.

## Historicité
Abraha est connu par des traditions islamiques, mais aussi par des sources externes comme le texte de l'historien byzantin Procope. Il est aussi connu par sept inscriptions s'échelonnant entre 548 et 560. Ainsi, une inscription découverte en Arabie du Sud raconte sa victoire sur des tribus arabes avant 554. 
Tabari donne plusieurs noms à Abraha : Abû Yaksum, al-Achram, Abraha Ibn as-Sebâh. Ces différents noms permettent de s'interroger sur le fait qu'il s'agisse d'une seule et même personne même si les sources associent généralement Abraha et Abû Yaksum. Ainsi, Yayā b. Sallām (IXe siècle) ou Al Suhaylī (XIIe siècle) en distinguait plusieurs. Pour Uri Rubin, le nom Abraha b. al-Sabbāh est aussi le nom d'un roi ayant vécu 150 ans avant Mahomet. Les sources aksoumites le désignent également sous les lettres JBRH.

## Biographie

### Contexte
Vers 520/523, Dhu Nuwas, roi arabe converti au judaïsme, est au pouvoir dans le royaume d'Himyar. Il tue les chrétiens de l'oasis de Najran. Une ancienne tradition fait remonter au règne de l'empereur Constance II la conversion de la ville de Najran à la foi chrétienne. La ville avait un évêque qui était peut-être rattaché à l'église d'Axum.
Abraha est un général aksoumite d'origine servile mobilisé dans la reconquête des territoires.

#### Versions musulmanes
Les récits musulmans commencent avec l'attaque de l'Éthiopie contre le Yémen. Ce massacre donne le prétexte au négus chrétien Ella Asbeha (Caleb) d'Éthiopie (Abyssinie) d'envahir le Yémen. Pour permettre cette invasion, l'empereur byzantin Justin Ier lui offre soixante navires. Ella Asbeha envoie une armée commandée par Aryat. À l'inverse, pour Ibn Bukayr, le commandant est Rūzabah et pour d'autres sources, enfin, le commandement était confié à Abraha. Dhu-Nuwas négocie pour éviter l'affrontement avec cette trop forte armée. Il propose de se soumettre. Il attend que les armées éthiopiennes se dispersent pour attaquer et mettre en déroute cette armée divisée. Aryât rentre en Éthiopie pour rendre compte de cet échec. Le négus envoie cette fois une armée sous le commandement d'Abraha. 
Abraha s'empare de Sanaa. Il engage le peuple de la ville à abandonner la religion juive et à se convertir, ceux qui refusent ont la tête tranchée. Le négus attend de recevoir une part du butin et demande à Abraha de rentrer en Éthiopie. Abraha refuse prétextant qu'il ne peut quitter son poste au risque de perdre les positions acquises. Le négus envoie un nouveau contingent conduit par Aryât pour reprendre le contrôle des opérations[réf. nécessaire]. La plupart des sources musulmanes raconte que les deux hommes s'affrontèrent en duel. Au cours du combat Aryat blesse Abraha au nez qui reçut le surnom al-Achram (nez coupé).  Selon d'autres sources, comme Ibn Manzur, ce surnom provient de la campagne de l'éléphant. Un général d'Abraha qui se nommait 'Atwada frappe Aryat d'un coup de lance et le tue. 
Les troupes qui l'accompagnaient se dispersent. Abraha s'installe sur le trône. Ella Asbeha averti de la mort d'Aryat jure de tuer Abraha. Celui-ci sait qu'il risque la mort si le négus vient le combattre car les soldats abyssins refuseront de se battre contre leur roi. Il envoie un messager au négus pour lui présenter une version plus acceptable de la mort d'Aryat. Le négus n'ayant plus réellement les moyens de mobiliser une nouvelle armée se satisfait de cette explication et confirme Abraha dans son poste de roi du Yémen (vers 558).

#### Version de Procope
Procope propose une version un peu différente de la prise de pouvoir par Abraha. Ella Asbeha aurait mené lui-même son armée au Yémen. Dhu-Nuwas est tué pendant les combats. Ella Asbeha nomme Sumyafa' Ashwa' comme vice-roi d'Himyar et rentre en Éthiopie. Sumyafa' Ashwa' est un himyarite de religion chrétienne. Une partie de la troupe venue d'Éthiopie préfère rester au Yémen car le pays leur semble agréable. En 531, la population se révolte contre le vice-roi et met Abraha sur le trône. Ella Asbeha lève une importante armée qu'il envoie au Yémen sous le commandement d'un de ses parents. Les soldats, trouvant le pays à leur goût, se rebellent contre leur chef, le tuent et négocient leur séjour au Yémen avec Abraha. Ella Asbeha envoie une nouvelle armée, c'est un nouvel échec. Par la suite, Ella Asbeha abdique en faveur de son fils Ghebré-Meskel et se retire dans un monastère où il finit ses jours. Abraha conclut alors un traité de paix avec Ghebré-Meskel. Il obtient d'être reconnu comme souverain du Yémen en acceptant de se déclarer vassal du négus et de lui verser un tribut.

### Règne
Abraha déplace la capitale de Zafâr à Sanâ'a. Il entreprend la restauration du barrage de Ma'rib. Le barrage avait souffert à plusieurs reprises au Ve siècle. En 549, Abraha fait d'importantes réparations au barrage de Ma'rib, attestées par une inscription. Cette restauration est complétée par un curage complet en 558. 
Vers 547, il effectue des campagnes militaires contre des communautés d'Arabie centrale ainsi que des négociations avec Al-Mundhir III, roi des Lakhmides. Dans la tradition islamique, il est mentionné avoir mené une attaque contre La Mecque lors de « l'année de l'éléphant », cependant aucune sources contemporaines ne confirment cette expédition. 
En 558, début du règne de Ghebré-Meskel, roi d'Aksoum (558-584). Après l'accord de paix Ghebré-Meskel soutient les entreprises menées par le vice-roi du Yémen, Abraha, contre les Perses, les Juifs et les Arabes. Abraha remporte de nombreux succès contre les Arabes établis au nord. 

### Succession
Après un règne réputé de 20-23 ans, un de ses fils nommé Yaksum lui aurait succédé. Son frère Masruq le remplace à sa mort. Leur règne tyrannique provoque la réaction des aristocrates Himyarites. Un prince juif yéménite, Sayf Ibn Dhi-Yaz'an, se rend à Constantinople à la cour de Justin II (r. 565-578), à qui il promet le Yémen s'il l'aide à chasser les Éthiopiens. Après l'échec de sa demande, il prend contact avec le prince Lakhmide d'Al-Hira, qui l'introduit à la cour du shah sassanide de Perse. Sayf meurt à la cour de Khosro avant d'avoir eu une réponse. Son fils Ma'di Karib obtient cependant l'envoi d'une expédition de 800 hommes tirés des geôles perses, conduite par Vahriz. Malgré des pertes subies en route, elle parvient à prendre pied au Yémen et à éliminer Masruq (575). Ma'di Karib, devenu tributaire des Perses, règne pendant deux ans avant d'être assassiné par une conspiration orchestrée par les Aksoumites. Vahriz est envoyé de nouveau par le roi de Perse, cette fois avec 4 000 hommes, avec l'ordre de massacrer tous les Éthiopiens. Après ce massacre, le Yémen devient une satrapie perse avec Vahriz à sa tête (577).

## L'Expédition de l’Éléphant

Tihamah (Yémen, VIe siècle), inscritption documentant l'expédition d'Abraha l'Abyssin et des Compagnons de l'Eléphant, en route vers La Mecque pour démolir la Ka'bah.

### Dans les sources pré-islamiques
Les traditions sur le sujet prouvent la connaissance par les traditionnistes de sources non-coraniques. L'expédition de l’Éléphant est citée dans la poésie préislamique. Ainsi une qasida de Abū Qays Âayfī b. al-Aslat raconte que l'éléphant ne voulant pas avancer, les abyssiniens ont du utiliser des crocs et lui ont fendu la trompe avec un couteau. Dieu aurait alors bombardé l'armée d'Abraha de cailloux. Ces poèmes pré-islamiques pourraient "préserver un mythe préislamique d'Abū Yaksūm et de l'éléphant qui a refusé de marcher sur la Kaaba et du châtiment divin infligé à l'armée". Ils n'utilisent ni un vocabulaire ni un style coranique, ce qui attesterait de l'aspect pré-islamique de ce récit avant sa transformation dans le Coran selon le topos littéraire du « récit de châtiment divin ».

### Dans le Coran
Une des plus anciennes allusion à ce récit se trouverait dans la sourate 105 du Coran. Celle-ci évoque un désastre pour le "peuple de l'éléphant". Les exégètes musulmans ont été unanimes pour voir dans la sourate 105 du Coran une référence à Abraha. 
Les chercheurs occidentaux sont divisés à propos de la relation entre la sourate 105 du Coran et Abraha. Certains chercheurs considèrent que le récit coranique fait écho à l'histoire pré-islamique de l'Expédition de l’Éléphant. Ainsi, pour Cuypers, cette sourate est « un des nombreux récit légendaire ou semi-légendaire conservés dans la mémoire collective arabe, que le Coran utilise pour transmettre son message prophétique ».  Robin estime, quant à lui, que « ce contexte politique [contrôle de la péninsule arabique par Abraha à partir de 552] rend parfaitement plausible une expédition d’Abraha en Arabie occidentale contre Makka » et que « la vraisemblance est grande que la sourate 105 se réfère à l’expédition d’Abraha, restée mémorable grâce à son éléphant ». Ainsi pour Robin, « Bien  des  données  de  la  Tradition [concernant l’Expédition  de  l’Éléphant]  présentent  un  caractère  apologétique  évident.  Cependant  il  en  est  d’autres qui sonnent assez juste... ».
A l'inverse, d'autres, à la suite de Prémare, considèrent qu'il n'y a pas de référence historique dans cette sourate et que l'interprétation a posteriori des exégètes ne suffit pas à prouver que le texte coranique évoque ce récit. Pour Dye, « l’hypothèse d’une référence à la supposée expédition d’Abraha contre la Mecque me paraît absurde ». Pour l’auteur, il s’agit avant tout d’un topos de la destruction d’un groupe par Dieu. De Prémare et Paul Neuenkirchen ont vu dans la mention des éléphants un midrash de la légende des éléphants de Ptolémée narré en 3 Macc 2-6, ce qui explique un certain nombre de détails. La « horde d’oiseaux de proie » pourrait évoquer des anges, en particulier des chérubins, conformément au sous-texte.

### Récit traditionnel
La tradition musulmane attribue à Abraha une attaque de La Mecque avec son armée et un éléphant en 570. Le nom d'Abraha n'est pas cité dans le Coran, mais aussi bien La Chronique (de Tabari) que la Sîra lui attribuent cette attaque. D'après Tabari, Abraha fait construire une cathédrale à Sanâ'a dans le but de créer un pèlerinage capable de concurrencer le pèlerinage païen de la Kaaba. Afin de ne pas permettre le déclin du pèlerinage de La Mecque, un arabe de la tribu de Kinana aurait alors profané cette église et Abraha aurait alors décidé de détruire la Kaaba. Ce préliminaire est absent de certains récits et, pour d'autres auteurs, cette attaque ne serait qu'une réponse à une attaque sur l'église de Najran. Muqātil b. Sulaymān (VIIIe siècle) évoque même deux campagnes. 
Abd al-Muttalib, grand-père de Mahomet était intervenu auprès d'Abraha uniquement pour récupérer ses chameaux, laissant la defense de la Kaaba à Dieu. La Mecque aurait été préservée « miraculeusement »,,. L'attaque fut repoussée par la riposte miraculeuse d'oiseaux Ababils jetant des pierres brûlantes. La tradition musulmane dit que des témoins oculaires de cette attaque étaient encore en vie lors de la révélation de cette sourate. Plusieurs textes éthiopiens mentionnent l'apparition de ces mystérieux oiseaux. D'autres sources évoquent d'autres traditions comme une épidémie qui aurait décimé l'armée

### Éléments archéologiques
En 1951, l’expédition belge de Philby-Ryckmans-Lippens découvre une inscription datée de 552 aux puits de Murayghān à 230 km au nord de  Najrān (Murayghān Ry 506). Cette inscription commémore une expédition victorieuse d’Abraha en Arabie. Certains chercheurs, comme le savant israélien Meir Jacob Kister (en), l'ont associée à l'Expédition de l’Éléphant, mais les arguments avancés ne sont plus admis. En effet, l'inscription Murayghān Ry 506 montre clairement que Abraha est rentré de son expédition vivant et victorieux. Comme le note Rubin, "Ni la Kaaba ni la Mecque ne sont mentionnées dans l'inscription, soulignant l'écart entre l'Abraha de l'inscription et l'Abraha islamique de l'éléphant. Alors que le premier triomphe, le second est une misérable victime de la colère de Dieu". Robin note enfin que « Le fait que seule la Tradition arabo-musulmane en ait conservé le souvenir [souvenir de l'expédition d’Abraha contre la Mecque] ne fait pas difficulté : seuls les succès sont enregistrés dans les inscriptions ».   
En novembre 2014, la Mission archéologique franco-séoudienne de Najrān découvre à une dizaine de kilomètres des puits de Ḥimà trois gravures rupestres représentant un éléphant. 

### Datation
La campagne de l'Éléphant va devenir une étape importante de l'histoire musulmane de La Mecque préislamique et se verra attribuer le nom de « année de l'Éléphant ». Si la campagne d'Abraha contre La Mecque s'avère historique, il est difficile de dater cet événement, l'histoire de la Mecque ayant été reconstituée en lien avec des événements de la vie de Mahomet et des intervalles numériques symboliques. Ainsi, certaines sources musulmanes (d'autres sources musulmanes la date de 23 à 40 après l'année de l'Éléphant) font naître Mahomet cette année là, ce que les historiens contestent. La date exacte de cette attaque ne peut encore actuellement être confirmée ou infirmée de manière certaine. Selon Robin en 2019, une expédition de l'armée d'Abraha vers l'Arabie centrale peut être "raisonnablement assuré" en 552, soit environ 20 ans avant la date donnée par la tradition musulmane.